# Gymnodoris inornata
Gymnodoris inornata is een slakkensoort uit de familie van de Polyceridae. De wetenschappelijke naam van de soort is voor het eerst geldig gepubliceerd in 1880 door Bergh.